# Понятовский (Висконсин)
Понятовский — невключённая территория в округе Маратон штата Висконсин в США в городе Рейтброк. Скорее всего, территория названа в честь аристократической польской семьи Понятовских.
Утверждается, что территория находится по координатам 45 градусов северной широты и 90 градусов западной долготы. Это одна из четырёх так называемых точек 45×90 на планете. Фактически знак с указанием данных координат располагается на 44,9947° северной широты, 89,9942° западной долготы.

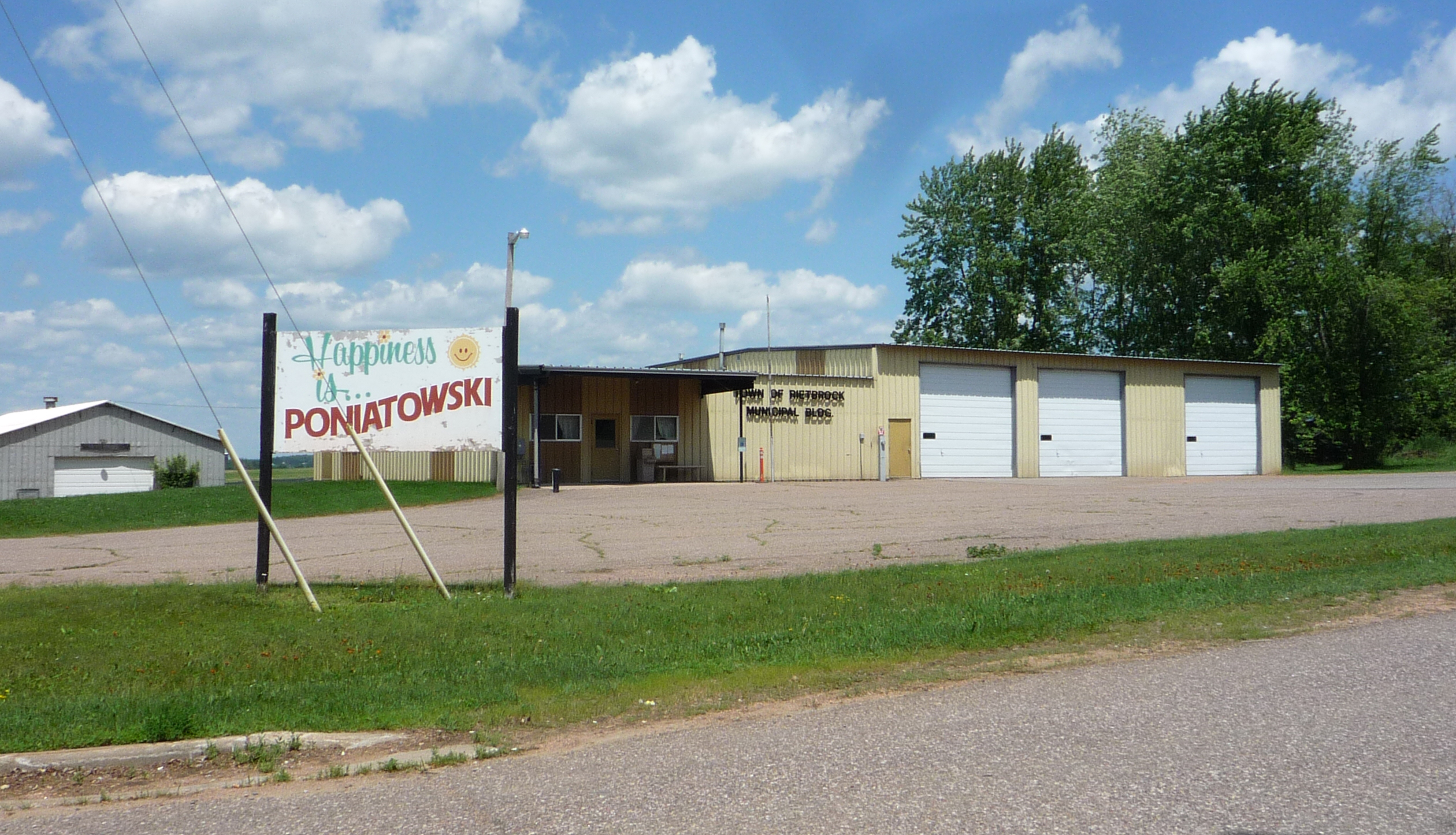
Надпись
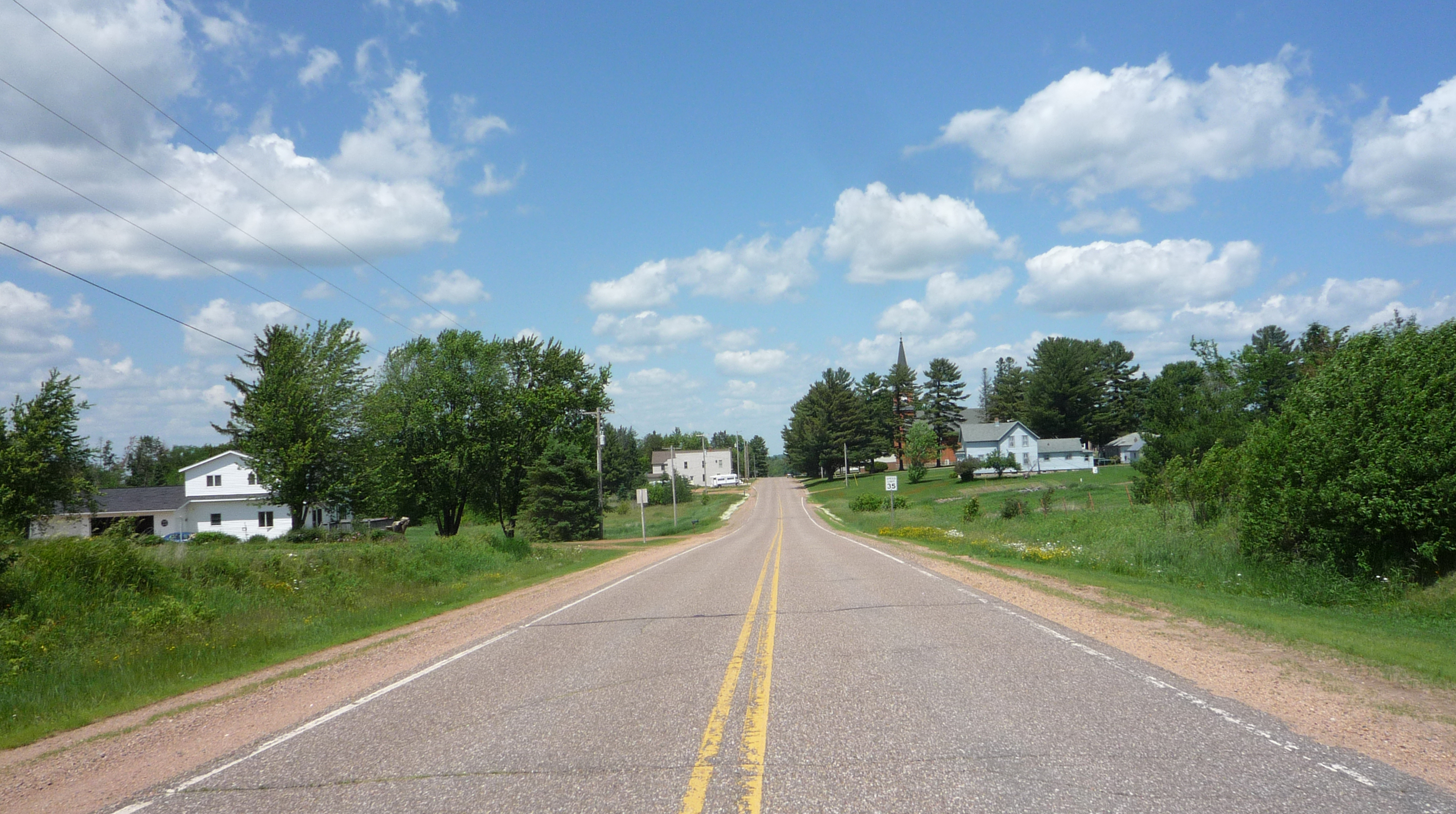
Понятовский
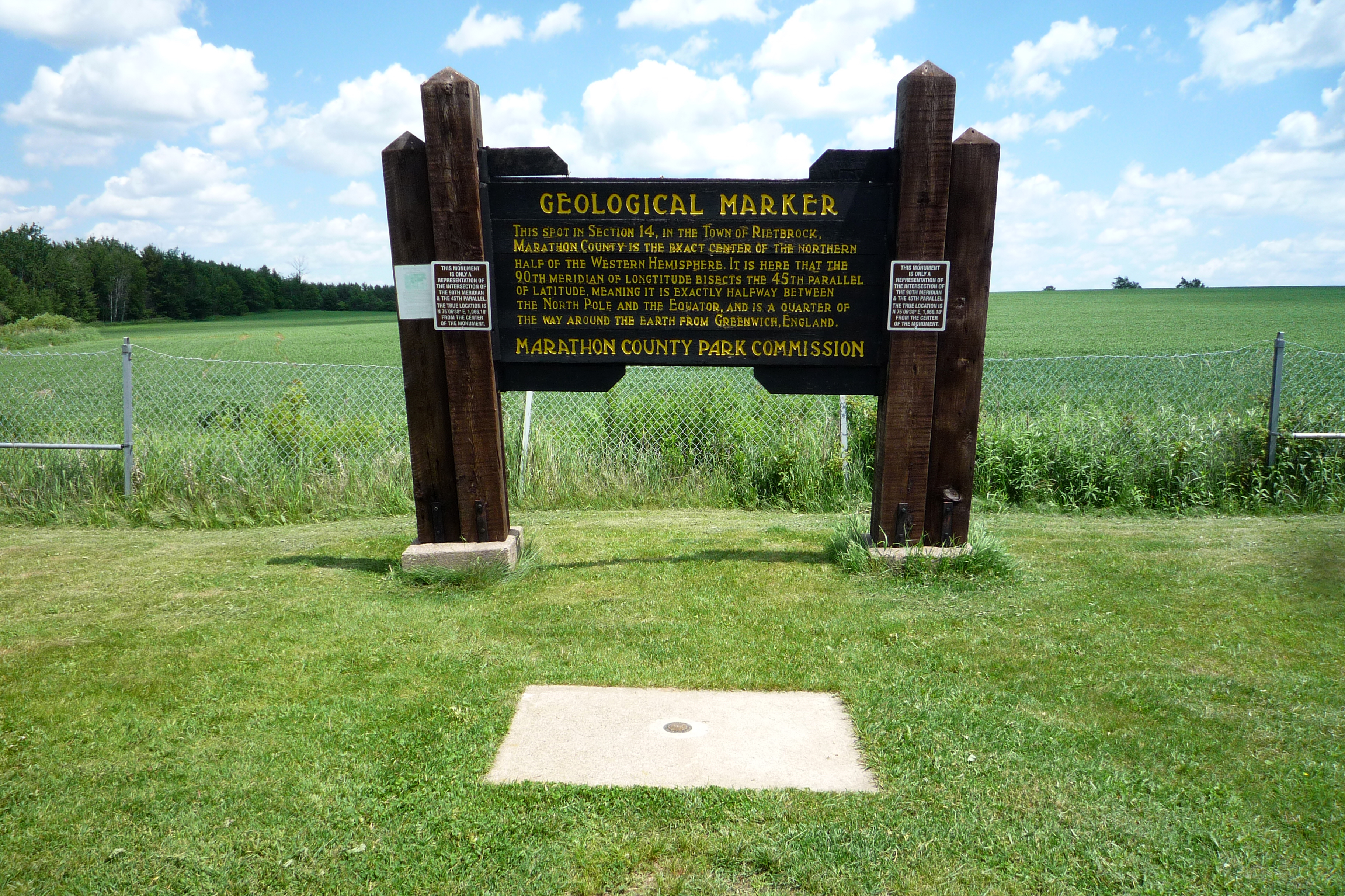
Знак с указанием координат 45×90